# KV4
KV4 (англ. Kings' Valley № 4) — гробниця єгипетського фараона Рамсеса XI з XX династії Нового царства (XII-XI століття до н. е.); її будівництво було закинуто, і вона не використовувалася для поховання. Гробницю намагався узурпувати верховний жрець Амона Пінеджем I, але з невідомих причин не здійснив свого наміру. Є останньою усипальницею, побудованою у Долині Царів.

## Розташування та опис
KV4 розташована на одному зі схилів долини поруч з гробницею KV46. Вона складається з трьох коридорів, що ведуть до поховальної камери, двох незавершених колонних камер і поховальної камери, стелю якої підтримують чотири стовпи прямокутної, а не квадратної як зазвичай форми. Поховальна камера має глибоку (до 10 м) поховальну шахту, яка, можливо, використовувалася як пастка, щоб запобігти грабежу гробниці. Стіни коридорів покриті жовтою штукатуркою, на яку червоною фарбою нанесені ескізи малюнків. Частина декору була пошкоджена в давнину і пізніше відновлена Пінеджемом I, який в деяких сценах замінив ім'я Рамсеса XI на своє власне.

## Дослідження та розкопки
Гробниця була відкрита і відома ще з давніх-давен, про що свідчать численні графіті, які належать до різних епох та вказують на доволі значну популярність ранніх туристичних відвідувань. Але ґрунтовно гробниця була досліджена лише у 1978—1980 роках британським єгиптологом Джоном Ромером.
В усипальниці були сліди діяльності коптів: залишки глиняної підлоги, кераміка, візантійські мідні монети. При розкопках Ромера були виявлені фрагменти різних предметів з KV62 (гробниця Тутанхамона), що заповнювали коридори KV4. Наявність цих предметів в KV4 датується з часу розкопок англійського археолога Говарда Картера. Також були виявлені фрагменти поховань інших правителів: шматочки золотого левкасу, дерев'яні панелі від саркофагів, які були стилістично пов'язані з предметами, знайденими у KV20, KV35 та KV34; фаянсовий посуд з титулами Тутмоса I та Рамсеса II; дерев'яні постменти статуй з особистим ім'ям Тутмоса III; фрагменти ніг дерев'яного гусака з гробниці Тутмоса IV; ушебті, що належать Рамсесу IV.